# Rue Delandine
La rue Delandine, parfois rue Antoine Delandine est une voie du 2e arrondissement de Lyon en France.

## Situation
La rue commence au Cours de Verdun Perrache au nord, entre les voies ferrées de Lyon-Perrache et l'autoroute A7. Elle longe la Brasserie Georges et se poursuit en ligne droite vers le sud-sud-ouest, passe sous les voies ferrées, longe l'Université catholique de Lyon, traverse l'ancien marché-gare et s'achève au sud rue Paul Montrochet. Elle croise notamment le cours Suchet et le cours Bayard.
Avant leur fermeture en 2009, la rue passait entre les prisons Saint-Paul et Saint-Joseph. Un tunnel reliant les deux prisons existe encore sous la rue.

## Origine du nom
La rue a été nommée en l'honneur d'Antoine-François Delandine, homme de lettres ayant dirigé la bibliothèque municipale de Lyon.